# Charlie Harper (músico)
Charlie Harper, cuyo nombre verdadero es David Charles Perez (Londres, Inglaterra; 25 de mayo de 1944), es un cantante y compositor inglés, más conocido por ser el vocalista y líder de la banda de punk rock U.K. Subs. Es sobrino del actor Cesar Romero.

## Biografía
Originario de Hackney, ubicada al este de Londres; Perez trabajo en su juventud como peluquero, antes de dedicarse a la música. Aunque ya era un veterano de la escena punk londinense; comenzó siendo integrante de una banda de R&B en la que él era líder y fundador, llamada The Marauders entre los años 1975 y 1976. En 1980 editó su sencillo solista «Barmy London Army», que pasó una semana en el #68 del UK Singles Chart. También ha grabado con su proyecto paralelo The Dogs Urbans y lanzó un álbum en solitario titulado Stolen Property y un segundo sencillo en solitario «Freaked».
Además de cantar, también toca la armónica y el bajo. El toca la guitarra rítmica en el álbum Diminished Responsibility de U.K.Subs, (1981).

## Discografía

### Con U.K. Subs

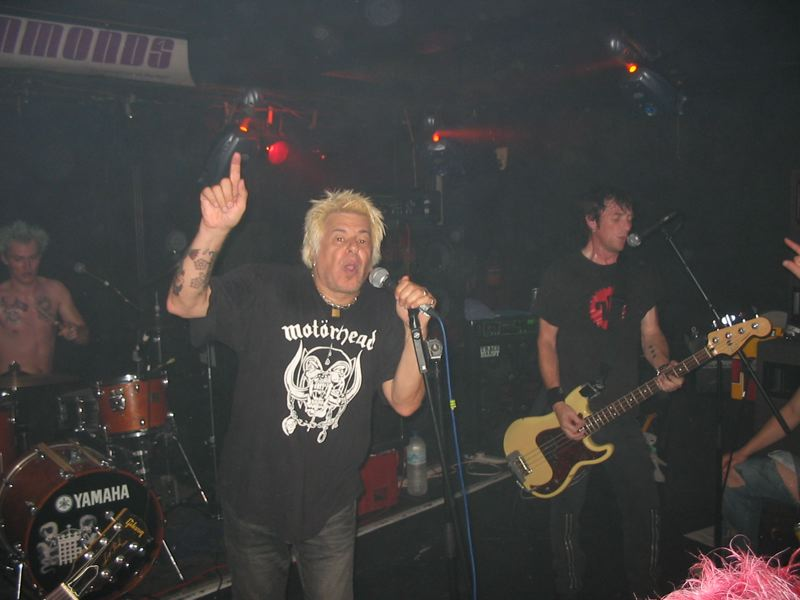
Charlie Harper con UK Subs, 2007.

- Anothe Kind Of Blues (1979) (UK No. 21)[6]
- Brand New Age (1980) (UK No. 18)
- Crash Course (1980) (UK No. 8)
- Diminished Responsibility (1981) (UK No. 18)
- Endangered Species (1982)
- Flood of Lies (1983)
- Gross Out USA (1984)
- Huntington Beach (1985)
- In Action (1986)
- Japan Today (1987)
- Killing Time (1988)
- Mad Cow Fever (1991)
- Normal Service Resumed (1993)
- Occupied (1996)
- Quintessentials (1997)
- Riot (1997)
- Universal (2002)
- Violent State (2005)
- Work In Progress (2011)
- XXIV (2013)
- Yellow Leader (2015)
- Ziezo  (2016)

### Solista
- Barmy London Army/Talk Is Cheap (Single) – (1981)
- Stolen Property (Album/Flicknife Records-1982)
- Freaked/Jo (Single) – (1983)